# Flankierende Dienstleistung
Flankierende Dienstleistungen sind Dienstleistungen, die nicht zur Haupttätigkeit eines Unternehmens, Betriebes oder Kommune gehören, sondern zusätzlich angeboten werden.
Flankierende Dienstleistungen einer Kommune können Koordination von z. B. Schuldnerberatung, Suchtberatung, psychosoziale Betreuung, Kinderbetreuung sein. Damit könnte unter anderem ermöglicht werden, dass flankierende Dienstleistungen zur Beseitigung bestehender Vermittlungshemmnisse bei z. B. ALG II Empfängern genutzt werden. Der Sinn ist es, in bestimmten Fällen die Einrichtung von weiteren Anlaufstellen zu nutzen und die Angebote unter Einbezug der vorhanden kommunalen Anlaufstellen vor Ort zu koordinieren. 
In Unternehmen können flankierende Dienstleistungen unter anderem Support, die Organisation von Fachtagungen, die Vorbereitung und Begleitung von Unternehmensbesuchen, die Herstellung von Unternehmenskontakten, Fachübersetzungen und Dolmetscherleistungen, die Organisation von Firmenpräsentationen sowie die begleitende Beratung bei Verhandlungen sein. Die Intention eines Unternehmens, flankierende Dienstleistungen anzubieten, ist es, die Produkt- und Servicequalität zu verbessern.